# Erika Schütz
Erika Jnana Schütz  (Cali, Valle del Cauca, es una actriz y modelo colombiana.

## Biografía

### Carrera
Erika Schütz, de ascendencia suiza escocesa, hizo su primera aparición en televisión cuando era niña como invitada en el programa de divulgación ecológica Naturalia, presentado por Gloria Valencia de Castaño. Antes de ser actriz, hizo modelaje para comerciales de televisión y presentó la sección cultural de un noticiero. Su primera gran oportunidad se presentó en la popular telenovela Azúcar de 1989, donde interpretó el papel de Mariana Solaz.
En 1992 apareció en otra importante producción televisiva colombiana, En cuerpo ajeno, personificando a Ángela Donoso. Señora Isabel fue su siguiente telenovela, en la que interpretó a Juliana San Martín. Antes de finalizar la década de 1990, apareció en la telenovela Si nos dejan y en el largometraje de Sergio Cabrera Ilona llega con la lluvia, antes de alejarse de los medios.

### Vida personal
Abandonó la actuación en Colombia y empezó por fuera del país un proceso en Europa, donde contrajo matrimonio y estableció una nueva realidad, primero en Alemania. Actualmente reside en Suiza. Muy alejada de la pantalla chica, ha tenido un camino como profesora de yoga.

## Filmografía destacada

### Cine
- 1996 - Ilona llega con la lluvia... Gladys

### Televisión
- 1989 - Azúcar... Mariana Solaz
- 1991 - Castigo DivinoCastigo divino[6]
- 1991 - Los Pecados Secretos[telenovela colombiana], ... donde interpreta simultáneamente un doble papel: la de madre (Soledad joven) y a su hija, (Marcela).
- 1992 - En cuerpo ajeno... Ángela Donoso
- 1993 - Señora Isabel... Juliana San Martín
- 1995 - Si nos dejan